# Skleroprotopus schmidti
Skleroprotopus schmidti är en mångfotingart som beskrevs av Sergei I. Golovatch 1979. Skleroprotopus schmidti ingår i släktet Skleroprotopus och familjen Mongoliulidae. Inga underarter finns listade i Catalogue of Life.